# Lijst van liedjes in Kun je nog zingen, zing dan mee
Dit is de lijst van liedjes in de liedbundel Kun je nog zingen, zing dan mee. De bundel is samengesteld door Jan Veldkamp en Klaas de Boer. Het liedboek verscheen voor het eerst in 1906 en beleefde gedurende de hele twintigste eeuw 41 herdrukken.
In onderstaande lijst zijn liederen opgenomen die in deze liedbundel hebben gestaan. Omdat er veel herziene en gewijzigde herdrukken zijn geweest (met soms 40, soms ruim 150 liederen), komt niet elk lied in elke uitgave van de bundel voor. In de lijst worden drie edities met elkaar vergeleken: de uitgaven van 1911 (3e druk), 1938 (31e druk) en 1972 (38e druk).
De liedjes staan in de tabel alfabetisch op beginregel (incipit). Door echter op het driehoekje bovenaan een kolom te klikken, kan de lijst naar keuze ook alfabetisch op bijvoorbeeld auteur of componist worden gerangschikt. Door op de kolom van de 3e, 31e of 38e druk te klikken, ontstaat een overzicht van de opgenomen liederen in die betreffende druk (op de volgorde van de uitgave) én van de liederen die niet in die druk voorkomen (op alfabetische volgorde).

## Gebruikte edities
- Kun1911

Kun je nog zingen, zing dan mee! 100 algemeen bekende schoolliederen. J. Veldkamp en K. de Boer. (P. Noordhoff, Groningen), 1911 (derde, vermeerderde, druk). Met muziek (enkel melodielijn).
- Kun1938

Kun je nog zingen, zing dan mee! Honderd drie en vijftig algemeen bekende schoolliederen met pianobegeleiding van P. Jonker. J. Veldkamp en K. de Boer. (Groningen - Batavia, P. Noordhoff N.V.), 1938 (31ste druk). Met pianomuziek.
- Kun1972

Kun je nog zingen, zing dan mee! Honderdzesenveertig algemeen bekende schoolliederen met pianobegeleiding van P. Jonker. J. Veldkamp en K. de Boer. (Wolters-Noordhoff, Groningen), 1972 (38ste druk). Met pianomuziek.
NB: de nummers 5, 21, 24, 37, 43, 78 en 96 ontbreken in de nummering van Kun1972. Het liedboek bevat 146 liederen, maar de telling loopt tot 153. De zeven ontbrekende liedjes staan wel in Kun1938. Door in deze editie de liedjes weg te laten en de liednummering niet aan te passen, hebben de liedjes dezelfde nummers gehouden.
De nummers in onderstaande lijst zijn liednummers, geen bladzijdenummers.

## Liedjes inKun je nog zingen, zing dan mee
| Beginregel                                                                                   | Titel                                        | Auteur                              | Componist                | 1911 (3e druk)       | 1938 (31ste druk)   | 1972 (38ste druk)   | Bijzonderheden |
| -------------------------------------------------------------------------------------------- | -------------------------------------------- | ----------------------------------- | ------------------------ | -------------------- | ------------------- | ------------------- | --- |
| Al uwe boos' aenslagen, verkeerde mensch van hert!                                           | Al uwe boos' aenslagen                       | Valerius                            | zz al                    | 900aluwe             | 110                 | 110                 | Onthoofding van Egmont, Hoorne en andere Nederlandsche Edelen, 1568 (aantekening in Kun1972). Uit: Valerius Gedenck-Clanck (aantekening in Kun1938 en Kun1972). |
| Alle knoppen springen los, alle bloemen komen kijken                                         | Lente                                        | Hendrika van Tussenbroek            | Hendrika van Tussenbroek | 900alleknop          | 130                 | 130                 | Uit Sneeuwklokjes (aantekening in Kun1972). |
| Alle man van Neêrlands stam voelen zich der Vaad'ren zonen                                   | Een lied van Nederland                       | J.G. Nijk                           | H.J. den Hertog          | 5                    | 7                   | 7                   | Uit liederenbundel Volkszang (aantekening in Kun1911). |
| Als de winter vlucht voor de lentelucht en de zon het nieuwe leven wekt                      | Wees gegroet, volschoone Lentetijd!          | J.A. Böhringer                      | Catharina van Rennes     | 80                   | 55                  | 55                  | Uit: Levenslust (aantekening in Kun1911, Kun1938 en Kun1972). |
| Als goede kind'ren slapen zacht, dan houden Eng'len trouw de wacht                           | Engelenwacht                                 | zz alsg                             | Catharina van Rennes     | 900alsgoede          | 86                  | 86                  | Naar 't Hoogduitsch. Uit: Levenslust (aantekening in Kun1938 en Kun1972). |
| Als iemand verre reizen doet                                                                 | De reis van Jurriaan                         | zz alsiem                           | zz alsiem                | 43                   | 900alsiemand        | 900alsiemand        | |
| Als weer de lauwe windekens gaan spelen op de fluit                                          | Meiliedje                                    | G.H. Priem                          | H.J. Stomp               | 900alsweer           | 37                  | 900alsweer          | Uit: Kleurige klanken (aantekening in Kun1938). |
| Boven Gent rijst, eenzaam en grijsd                                                          | Klokke Roeland                               | A. Rodenbach                        | J. Destoop               | 99                   | 141                 | 141                 | Onderdeel: Vlaamsche liederen (Kun1911). |
| Daar klingelt een klokje met zilveren klank, het nodigt zoo vriend'lijk tot rust en tot dank | Avondliedje                                  | G.W. Lovendaal                      | Hendrik C. van Oort      | 900daarkling         | 103                 | 103                 | Uit: Tien kinderliederen (aantekening in Kun1938 en Kun1972). |
| Daar loopt door 't gehucht een wonder gerucht                                                | Het boerinnetje van voorheen                 | W.J. van Zeggelen                   | Richard Hol              | 55                   | 52                  | 52                  | |
| Daar loopt door 't gehucht een wonder gerucht                                                | Het boerinnetje                              | W.J. van Zeggelen                   | W.H. de Groot Wz.        | 56                   | 53                  | 53                  | Andere wijs op dezelfde woorden, zie 55 (aantekening in Kun1911). |
| De bloempjes gingen slapen, zij waren geurensmoe                                             | Het Zandmannetje                             | zz debloemp                         | zz debloemp              | 30                   | 33                  | 33                  | Melodie: Naar Joh. Brahms (aantekening in Kun1911, Kun1938 en Kun1972). |
| De bonte bloemen slapen in zilv'ren maneschijn                                               | Avondliedje                                  | L. Leopold                          | J. Worp                  | 900debonteb          | 101                 | 101                 | Uit: J. Worp, Do-re-mi en Weeren, Liederkeur (aantekening in Kun1938 en Kun1972). |
| De Geuzen zijn in Bomlerweerd gevallen                                                       | Geuzenlied                                   | zz degeuz                           | zz degeuz                | 900degeuzenz         | 120                 | 120                 | Uit: Geuzenliedboek. 1600. Klaaglied van Albertus van Oostenrijk - bij het verlies van de Schans Andries- (aantekening in Kun1938 en Kun1972). |
| De Hollandsche weiden die zijn er zoo malsch, je vindt er geen malscher op aarde             | Een Hollandsch lied                          | S. Abramsz.                         | L.Adr. van Tetterode     | 900dehollandschewei  | 128                 | 128                 | Uit: Zes tweestemminge kinderliederen voor school en huisgezin (aantekening in Kun1938 en Kun1972). |
| De kabels los, de zeilen op                                                                  | De kabels los! (Matrozenlied)                | Dr. J.P. Heije                      | J.J. Viotta              | 22                   | 23                  | 23                  | |
| De lucht is blauw en groen het dal, Viooltjes bloeien overal                                 | Schoon is de lente                           | zz delucht                          | J. Worp                  | 900deluchtisb        | 106}                | 106                 | Uit: J. Worp, Een Lentedag en Weeren, Liederkeur (aantekening in Kun1938 en Kun1972). De gebruikte bron Een lentedag vermeldt als auteur: J.P. Heije. |
| De meimaand is in 't land, lief kind                                                         | Meiliedje                                    | Anna Fles                           | Catharina van Rennes     | 79                   | 54                  | 54                  | Uit: Jong Holland van Cath. van Rennes (aantekening in Kun1938 en Kun1972). |
| De morgen breekt aan, de morgen breekt aan                                                   | Morgenwandeling                              | zz demorg                           | zz demorg                | 71                   | 69                  | 69                  | Uit: Zangvogeltjes III (aantekening in Kun1911). |
| De paden op, de lanen in, vooruit met flinken pas                                            | Marschliedje                                 | Ant. L. de Rop                      | Richard Hol              | 47                   | 46                  | 46                  | Uit: de Kinder-Cantate In den Zomer uit (aantekening in Kun1911, Kun1938 en Kun1972). |
| De vogels zijn heen en de velden zijn naakt                                                  | Herfstliedje                                 | V. Loveling                         | J. Worp                  | 900devogelsz         | 71                  | 71                  | Uit: G.C. Weeren, Liederkeur (aantekening in Kun1938 en Kun1972). |
| De witte vlokken zweven dooreen in veld en gaard                                             | Kerstlied II. Es ist ein Reis entsprungen    | J.A. Böhringer                      | M. Praetorius            | 900dewittevlok       | 148                 | 148                 | |
| De zon staat op de weiderand in rossig rooden avondbrand                                     | Avond                                        | J.G. Nijk                           | H.J. den Hertog          | 900dezonstaat        | 132                 | 132                 | |
| Door heel den omtrek melden de klokken 't uur der rust                                       | De Nacht                                     | zz door                             | Fr. Abt                  | 70                   | 67                  | 67                  | Uit: Zangvogeltjes V (aantekening in Kun1911). |
| Een ieder heeft zijn eigen land, daar leeft hij weltevreê                                    | Oost, West, thuis best                       | Mr. H.W. van der Mey                | L.Adr. van Tetterode     | 900eeniederheeft     | 127                 | 127                 | |
| Een jongen hoort op het water thuis! Een jongen hoort op zee                                 | Een jongen hoort op het water thuis          | George Haak                         | Arnold Spoel             | 900eenjongenho       | 27                  | 27                  | |
| Een jongen van Holland, van echt Hollandsch bloed                                            | Een liedje van Hollandsche jongens           | Mr. H.W. van der Mey                | Adr.P. Hamers            | 900eenjongenvan      | 28                  | 28                  | Uit: Eerste reeks van Zes liederen in den Volkstoon (aantekening in Kun1938 en Kun1972). |
| Een karretje op een zandweg reed                                                             | Twee Voerlui                                 | Dr. J.P. Heije                      | J.J. Viotta              | 53                   | 50                  | 50                  | Uit: Nederl. liederen, 1e bundel (aantekening in Kun1911, Kun1938 en Kun1972). |
| Een lied, een lied, uw leven lang!                                                           | Vleugelen                                    | Dr. J.P. Heije                      | J.J. Viotta              | 83                   | 73                  | 73                  | |
| Een man, een Man - een woord, een Woord!                                                     | Houw en trouw                                | Dr. J.P. Heije                      | Richard Hol              | 92                   | 84                  | 84                  | Uit: Nederlandsche liederen (aantekening in Kun1911, Kun1938 en Kun1972). |
| Een scheepje in de haven landt                                                               | Een scheepje (Een gangspildeuntje)           | Dr. J.P. Heije                      | J.J. Viotta              | 66                   | 26                  | 26                  | |
| Een vriend'lijk aardig vogelijn zong in de held'ren zonneschijn                              | Herfstliedje                                 | zz eenvr                            | C.M. von Weber           | 900eenvriendelijka   | 70                  | 70                  | Kun1972 geeft, waarschijnlijk foutief, J.A. Böhringer als auteur. |
| Eere zij God                                                                                 | Kerstlied IV. Engelenzang                    | zz eere                             | G.A. Schulz              | 96                   | 150                 | 150                 | Auteur is foutief gegeven als G.A. Schulz. Het betreft hier Franz Albert Schulz (1810-1880). |
| Ei, zie de morgen krieken!                                                                   | Ochtendlied                                  | zz ei                               | zz ei                    | 54                   | 900eiziede          | 900eiziede          | |
| Ek is hier en ma is hier, waf, waf, waf, waf, waf                                            | Wag-hondjies                                 | J.F.E. Celliers                     | Corn. Dopper             | 900ekishier          | 143                 | 143                 | Suidafrikaans. Uit: Die Saaier (aantekening in Kun1938 en Kun1972). |
| En over de weide daar blonk de zon                                                           | Wiegelied                                    | G. Antheunis                        | R. Hol                   | 87                   | 87                  | 87                  | |
| Er is een schamel, schamel landje van water, gras en veen                                    | Ons landje                                   | G. Heynen                           | Theo van der Bijl        | 900eriseenschamel    | 139                 | 139                 | |
| Er schommelt een wiegjen in 't bloeiende hout                                                | Vogelnestje                                  | S. Abramsz.                         | L. Adr. van Tetterode    | 94                   | 57                  | 57                  | Uit: L. Adr. van Tetterode, Zes tweestemmige Kinderliederen. Woorden uit: Lentegroen van S. Abramsz. en T van den Blink (aantekening in Kun1911 en deels in Kun1938 en Kun1972).                                                                                           |
| Er was een huisje wit en glad, dat niet een enkel deurtje had                                | Een Raadseltje                               | Jos.M. Reijnders                    | Philip Loots             | 900erwaseenhuisjew   | 90                  | 90                  | Uit: Levensmorgen. Woorden uit: Omhoog van Jos.M. Reijnders (aantekening in Kun1938 en Kun1972). |
| Ferme jongens, stoere knapen                                                                 | Naar zee                                     | Dr. J.P. Heije                      | J.J. Viotta              | 21                   | 22                  | 22                  | |
| Flink de voeten van de grond! Danst in 't rond                                               | Dansliedje                                   | W. Meerwaldt                        | Bernard Zweers           | 900flinkdevoet       | 109                 | 109                 | Woorden uit: In Woord en Beeld van W. Meerwaldt en J.G. Nijk (aantekening in Kun1938 en Kun1972). |
| Gaan wandelen dat staat ons aan                                                              | Wandellied                                   | Pol de Mont                         | Jos. de Klerk            | 900gaanwandel        | 131                 | 131                 | |
| Geen zang klinkt zoo schoon en geen toon wordt gehoord                                       | Gymnastenlied (Vrank, Vrij, Vroom, Vroed)    | H.A. Woelders                       | zz geen                  | 65                   | 900geenzangkl       | 900geenzangkl       | Wijze als nr 64 (aantekening in Kun1911). |
| G'lijck den grooten rapsack vloot den Speck verbaest                                         | G'lijck den grooten rapsack                  | Valerius                            | zz gelijck               | 900gelijckdengro     | 114                 | 114                 | 1574. Lied op het ontzet van Leiden. Uit: Valerius Gedenck-Clanck (aantekening in Kun1938 en Kun1972). |
| Geluckig is het Land, Dat God de Heer beschermt                                              | Geluckig Vaderland                           | Valerius                            | zz geluckig              | 900geluckigish       | 118                 | 118                 | 1591. Uit: Valerius Gedenck-Clanck (aantekening in Kun1938 en Kun1972). |
| Gij leeuw'rik en gij nachtegaal                                                              | Zingen                                       | Dr. J.P. Heije                      | W.F.G. Nicolaï           | 82                   | 75                  | 75                  | |
| Goê morgen! Goê morgen! Goê morgen! Goê morgen! De dag ontsluit zijn gouden poort            | Goê morgen                                   | Dr. J.P. Heije                      | J. Worp                  | 900goemorgeng        | 105                 | 105                 | Uit: Weeren, Liederenkeur en Een lentedag van J. Worp (aantekening in Kun1938 en Kun1972). |
| Hannes loopt op klompen, zimpe, zampe, zompe                                                 | Koppig                                       | N. Doumen                           | Philip Loots             | 900hannesloopt       | 91                  | 91                  | Uit: Levensmorgen. Woorden uit: Omhoog van Jos.M. Reijnders (aantekening in Kun1938 en Kun1972). |
| Hè, lekker in de buitenlucht, wat heeft het flink gevroren                                   | Naar buiten                                  | Kath. Leopold                       | Kor Kuiler               | 900helekkeris        | 134                 | 134                 | In: Een winterdag (aantekening in Kun1938 en Kun1972). |
| Heb je van de Zilveren vloot wel gehoord                                                     | De Zilvervloot                               | Dr. J.P. Heije                      | J.J. Viotta              | 15                   | 16                  | 16                  | Lied over Piet Hein. |
| Heer, die uw tent in de hemelen spreidt                                                      | Bede voor het Vaderland                      | Valerius                            | zz heer                  | 900heerdieuwtent     | 117                 | 117                 | 1585. Danklied n.a.v. de hulp door de Koningin van Engeland aan de Heeren Staten geboden. Uit: Valerius Gedenck-Clanck (aantekening in Kun1938 en Kun1972). |
| Heerlijk land, ik heb u lief om de schoonheid van uw velden                                  | Aan mijn Vaderland                           | W. Meerwaldt                        | G.H. Harting             | 95                   | 83                  | 83                  | Woorden uit: In Woord en Beeld van W. Meerwaldt en J.G. Nijk (aantekening in Kun1911, Kun1938 en Kun1972). |
| Hela gij bloempjes! Slaapt gij nu nog?                                                       | Meimorgen                                    | zz hela                             | Catharina van Rennes     | 86                   | 56                  | 56                  | Uit: Levenslust (aantekening in ex. 1911, Kun1938 en 1972). Naar 't Hoogduitsch (aantekening in Kun1938 en Kun1972). |
| Helpt nu u self, soo helpt u Godt uyt der tyrannen bandt en slot                             | Helpt nu u self                              | zz help                             | zz help                  | 900helptnuuself      | 111                 | 111                 | Geuzenliedboek. De tiende penning. 1570 (aantekening in Kun1938 en Kun1972). |
| Het mezennestje is uitgebroken, dat in de wilgentronk gedoken                                | Het mezennestje                              | Guido Gezelle                       | Corn. Dopper             | 900hetmezen          | 140                 | 140                 | |
| Het spruit aan de boomen, het groent in de wei                                               | Voorjaar                                     | C.J.C. Geerlings                    | C.J.C. Geerlings         | 900hetspruitaan      | 61                  | 61                  | Uit: Voor t Jonge Volkje (aantekening in Kun1938 en Kun1972). |
| Het weer is guur, de winter nadert                                                           | Het weer is guur                             | Ant.L. de Rop                       | Bernard Zweers           | 900hetweerisguur     | 72                  | 72                  | Uit: Sint-Nicolaasfeest van Bernard Zweers (aantekening in Kun1938 en Kun1972). |
| Het windje steekt op, hoor het roept ons naar zee                                            | Visscherslied                                | H. Gras                             | G.H. Harting             | 900hetwindjesteekt   | 80                  | 80                  | |
| Hij was nog nooit met spoor of boot naar zee of bosch geweest                                | Het Vacantie-Kinderfeest                     | O.S. van der Veen                   | H.J. den Hertog          | 900hijwasnognooit    | 124                 | 124                 | |
| Hoe-oe! Hoe-oe! Wat is ons bonte koe                                                         | Bontekoe                                     | G. Antheunis                        | Richard Hol              | 900hoehoe            | 96                  | 900hoehoe           | Uit: Richard Hol, Liederkrans (aantekening in Kun1938). |
| Hoe leit dit kindeken hier in de kou                                                         | Kerstlied V. Hoe leit dit Kindeken           | zz hoel                             | zz hoel                  | 900hoeleitdit        | 151                 | 151                 | Oud-Hollandsche melodie (aantekening in Kun1938 en Kun1972). Arrangeur: P. Jonker (aantekening in Kun1938). |
| Hoe prettig is nu 't schemeruurtje, wij scharen ons om 't kachelvuurtje                      | Sinterklaasavond-liedje                      | Ant.L. de Rop                       | Bernard Zweers           | 900hoeprettig        | 146                 | 146                 | Uit de Kinder-Cantate St.-Nicolaasfeest (aantekening in Kun1938 en Kun1972). |
| Hoe schoon klinkt ons zingen in 't schaduwrijk woud                                          | In het woud                                  | zz hoes                             | zz hoes                  | 75                   | 42                  | 42                  | Uit: Zangvogeltjes V (aantekening in Kun1911). |
| Hoe zacht glijdt ons bootjen op 't spiegelend meer                                           | Gondellied                                   | W.H. de Groot Wz.                   | C.M. v. Weber            | 25                   | 29                  | 29                  | Uit: W.H. de Groot, Zangoefeningen (aantekening in Kun1972). |
| Hoe zachtkens glijdt ons bootje daar op het spieg'lend meer                                  | Ons bootje                                   | P. Parson                           | W.H. de Groot Wz.        | 26                   | 30                  | 30                  | |
| Hoezee, 'k ben vlug en flink ter been                                                        | Te voet                                      | zz hoezee                           | zz hoezee                | 46                   | 45                  | 45                  | |
| Holland is een heerlijk land                                                                 | Holland is een heerlijk land                 | zz holl                             | zz holl                  | 74                   | 900hollandiseenheer | 900hollandiseenheer | Uit: Zangvogeltjes III (aantekening in Kun1911). |
| Holland met zijn malsche wei, Holland met zijn paarse hei                                    | Mooi Holland                                 | W.H. Kirberger (Fabiës)             | George Beijerle          | 45                   | 94                  | 94                  | |
| Holland ze zeggen: je grond is zoo dras                                                      | Hollandsch liedje                            | S. Abramsz.                         | S. Abramsz.              | 900hollandzezeg      | 95                  | 95                  | Uit: Voor 't Jonge Volkje (aantekening in Kun1938 en Kun1972). |
| Hollands vlag, je bent mijn glorie                                                           | Hollands vlag                                | G.W. Lovendaal                      | J.P.J. Wierts            | 900hollandsvlagjij   | 9                   | 9                   | Uit: Stamrozen (aantekening in Kun1938 en Kun1972). |
| Honger is de beste saus                                                                      | Honger                                       | Dr. J.P. Heije                      | Joh. J.H. Verhulst       | 89                   | 85                  | 85                  | |
| Hoort! zegt het voort, dat nu Jong Nederland niet meer teert op de kracht                    | Padvinders marsch                            | M. de Wijs-Mouton                   | Paul A. Rubens           | 900hoortzegthetvoort | 136                 | 136                 | |
| Hopsa, heisasa, 't is in de maand van Mei, ja ja!                                            | Hopsa, heisasa                               | O.S. van der Veen                   | Jos. Reckers             | 900hopsaheisasa      | 60                  | 60                  | |
| Hoû zee, hoû zee, hoû moedig zee!                                                            | Hou zee!                                     | M.A. Brandts Buys                   | M.A. Brandts Buys        | 91                   | 24                  | 900houzeehou        | Uit: Nederl. liederen (aantekening in Kun1911 en Kun1938). In 1941 "om begrijpelijke reden" geschrapt, in 1981 opnieuw geplaatst, als nr 49 |
| Ik ben een ferme, sterke jongen en ken gelukkig geen verdriet                                | De vroolijke jongen                          | A. Baron                            | P. Kallenbach            | 900ikbeneenferme     | 47                  | 47                  | |
| Ik had een wapenbroeder                                                                      | De trouwe Kameraad                           | zz ikhad                            | zz ikhad                 | 32                   | 900ikhadeenwapen    | 900ikhadeenwapen    | |
| Ik heb het lief, mijn dorpje kleen, daar aan der duinen rand                                 | Het liedje van den Bergenaar                 | M. v. Reenen-Völter                 | Philip Loots             | 900ikhebhetlief      | 97                  | 97                  | Uit: de Bergensche Bad, Duin en Boschbode (aantekening in Kun1938 en Kun1972). |
| Ik leef hoog op d' Alpen, mij 't liefelijkst oord                                            | De Alpenherder                               | zz ikleef                           | zz ikleef                | 51                   | 900ikleefhoog       | 900ikleefhoog       | |
| Ik zing er al van een Ruiter koen, maar niet van een ruiter te paard                         | De Ruyter                                    | Dr. J.P. Heije                      | J.J. Viotta              | 17                   | 17                  | 17                  | Lied over Michiel de Ruyter. |
| In een blauwgeruiten kiel draaide hij aan 't groote wiel                                     | Een draaiersjongen                           | A.L. de Rop                         | Richard Hol              | 16                   | 18                  | 18                  | Lied over Michiel de Ruyter. Uit: De jeugdige Zanger door R. Hol (aantekening in Kun1972). |
| In het groene loover zit een vogelijn                                                        | Beurtzang                                    | Dr. J.P. Heije                      | Fr. Coenen               | 84                   | 78                  | 900inhetgroenelo    | |
| In 't groene dal, in 't stille dal, waar kleine bloempjes groeien                            | De kleinste                                  | Dr. J.P. Heije                      | Jos. Beltjens            | 27                   | 31                  | 31                  | |
| In 't kamerke waar het wiegske gong, een muizeken uit zijn gaatje sprong                     | 't Muizeke                                   | G. Antheunis                        | Dan. de Lange            | 900intkamerke        | 92                  | 92                  | Uit: Zes liedjes van Dan. de Lange (aantekening in Kun1938 en Kun1972). |
| In naam van Oranje, doe open de poort, de Watergeus ligt aan den wal                         | Een liedje van Koppelstok                    | A.J. Schooleman                     | A.J. Schooleman          | 900innaamvan         | 14                  | 14                  | |
| 't Is plicht, dat iedere jongen                                                              | Marschlied                                   | Dr. J.J. Wap                        | C.A. Brandts Buijs       | 7                    | 10                  | 10                  | |
| Kent ge 't bloempje eenvoudig schoon                                                         | Boterbloempje                                | zz kentge                           | Zöllner                  | 72                   | 900kentget          | 900kentget          | Uit: Zangvogeltjes IV (aantekening in Kun1911). |
| Kent gij het land, der zee ontrukt                                                           | Kent gij het land?                           | zz kentgij                          | zz kentgij               | 14                   | 15                  | 15                  | |
| Kind'ren, naar buiten, het zonnetje lacht                                                    | Zomerochtendliedje                           | S. Abramsz.                         | L. Adr. van Tetterode    | 39                   | 58                  | 58                  | Uit: L. Adr. van Tetterode, Zes tweest. kinderliederen (aantekening in Kun1911, Kun1938 en Kun1972). |
| Klein vogelijn op groenen tak wat zingt g' een lustig lied                                   | Klein vogelijn                               | Dr. J.P. Heije                      | W. Smits                 | 40                   | 41                  | 41                  | |
| Kleine waterdropp'len, kleine korr'len zand                                                  | De Macht van 't Kleine                       | zz klein                            | Cath. van Rennes         | 900kleinewaterdr     | 100                 | 100                 | Uit het Engelsch. Uit: Voorjaarsbloemen (aantekening in Kun1938 en Kun1972). |
| Kling-klang! Kling-klang! Over het woud                                                      | De kerk in 't bosch                          | A. Winkler Prins                    | Richard Hol              | 38                   | 38                  | 38                  | Canon. |
| Klokje, klokje, klein en klaar, wil ons wat vertellen                                        | Als 't klokje klingelt                       | Mr. H.W. v.d. Mey                   | Jos. Reckers             | 900klokjeklokje      | 88                  | 88                  | Uit: Van alles wat (aantekening in Kun1938 en Kun1972). |
| 't Knaapje zag een roosje staan, 't roosjen op de heide                                      | Het roosje                                   | zz knaap                            | H. Werner                | 33                   | 36                  | 36                  | Tekst: naar Goethe (aantekening in Kun1938 en Kun1972). |
| Koeltjes suiz'len doen rits'len het loover                                                   | De wind                                      | C.J.C. Geerlings                    | C.J.C. Geerlings         | 34                   | 35                  | 35                  | Uit: Tweestemmige Wijsjes van C. Geerlings (aantekening in Kun1911, Kun1938 en Kun1972). |
| Komt, knapen en meisjes, verheft nu in koor                                                  | Vaderlandsch lied                            | Dr. J.P. Heije                      | W. Smits                 | 85                   | 77                  | 77                  | |
| Laat af van 't strijden, volk'ren, ontaard                                                   | Naastenliefde                                | zz laataf                           | L.F. Brandts Buys        | 900laatafvan         | 138                 | 138                 | |
| Laat ons 't mulle duin beklimmen                                                             | Duinlied                                     | zz laatons                          | zz laatons               | 73                   | 900laatonstmul      | 900laatonstmul      | Uit: Zangvogeltjes III (aantekening in Kun1911). |
| Laet sang en spel, tambour en fluyt nu klinken tot Gods eer                                  | Laet sang en spel                            | Valerius                            | zz laet                  | 900laetsang          | 112                 | 112                 | Inneming van Den Briel 1572. Uit: Valerius Gedenck-Clanck (aantekening in Kun1938 en Kun1972). |
| Lamtietie, damtietie, doedoe mijn liefstetjie                                                | Afrikaans Wiegeliedje                        | C.J. Langenhoven                    | Emiel Hullebroeck        | 900lamtietie         | 142                 | 142                 | Uit: Em. Hullebroeck, Liederen (aantekening in Kun1938 en Kun1972). |
| Langs berg en dal klinkt hoorngeschal                                                        | De waldhoorn                                 | zz langs                            | F. Silcher               | 52                   | 49                  | 49                  | |
| Machtig zij uw rijksgebied, Hollands zonen vreezen niet                                      | Hollands zee                                 | W. Zaalberg                         | Dan. de Lange            | 88                   | 21                  | 900machtigzijuw     | |
| Makkers komt, makkers komt! Het speeluur slaat, naar buiten heengesneld                      | Speellied                                    | zz mak                              | Fr. Abt                  | 69                   | 68                  | 68                  | Uit: Zangvogeltjes VI (aantekening in Kun1911). |
| Makkers wie gaat mee naar buiten?                                                            | Wandellied                                   | T. van Buul                         | A.C. Hazenbosch          | 900makkerswieg       | 51                  | 51                  | Uit: Zonneschijn, Kinderliedjes voor school en thuis (aantekening in Kun1938 en Kun1972). |
| Maximilianus de Bossou ben ick, een Graeff gheheeten                                         | Maximilianus de Bossou                       | Valerius                            | zz max                   | 900maximil           | 113                 | 113                 | 1573. Uit: Valerius Gedenck-Clanck (aantekening in Kun1938 en Kun1972). |
| Mei spreidt zijn bloesem weer over struik en boomen                                          | Bloeimaand                                   | Hendrika van Tussenbroek            | Hendrika van Tussenbroek | 900meispreidtzijn    | 104                 | 104                 | Uit: Sneeuwklokjes (aantekening in Kun1938 en Kun1972). |
| Merck toch, hoe sterck                                                                       | Merck toch hoe sterck                        | Valerius                            | zz merck                 | 62                   | 122                 | 122                 | Uit: Valerius Gedenck-Clanck (aantekening in Kun1911, Kun1938 en Kun1972). 1622 (aantekening in Kun1972). |
| Met duizend sterrenoogen trekt ons de hemel aan                                              | Opwaarts                                     | Dr. J.P. Heije                      | Jos. Beltjens            | 37                   | 82                  | 82                  | |
| Natuur ligt in droomen verzonken, het maantje blikt vriendelijk neêr                         | Avondliedje                                  | zz natuur                           | Fr. Silcher              | 31                   | 34                  | 34                  | Op de melodie van Ich weiss nicht was soll es bedeuten (tekst Heinrich Heine, muziek Friedrich Silcher, 1838). |
| Nauw vereenigd, vast omsloten                                                                | Eendracht                                    | zz nauw                             | zz nauw                  | 49                   | 900nauwver          | 900nauwver          | Zie melodie 48 (aantekening in Kun1911). |
| Nu bloeien in 't jonge gras niet meer Meizoentjes wit en geel                                | Herfst                                       | J.D.C. van Dokkum                   | Hendrika van Tussenbroek | 900nubloeienin       | 108                 | 108                 | Uit: Wijde Luchten (aantekening in Kun1938 en Kun1972). |
| Nu spreken duizend monden, duizend monden, een zelfde Hollandsch woord                       | Jubileum-Lied                                | A.T. Vos                            | Dina Appeldoorn          | 900nusprekend        | 5                   | 900nusprekend       | 1923. Ter herdenking aan de 25jarige Regeering van H. M. Koningin Wilhelmina (aantekening in Kun1938). |
| Nu syt wellecome, Jesu lieven Heer                                                           | Kerstlied III. Nu syt wellecome              | zz nu                               | zz nu                    | 900nusytw            | 149                 | 149                 | Oud-Hollandse melodie (aantekening in Kun1938 en Kun1972). |
| O dierbaar plekje grond                                                                      | O dierbaar plekje grond                      | zz odier                            | John Bull                | 10                   | 900odierbaarp       | 900odierbaarp       | Wijs: God save the king. |
| O Nederland! let op u saeck. De tyt en stont is daer                                         | O Nederland! let op u saek                   | Valerius                            | zz oned                  | 900onederlandlet     | 115                 | 115                 | 1577. Uit: Valerius Gedenck-Clanck (aantekening in Kun1938 en Kun1972). |
| O schitt'rende kleuren van Nederlands vlag, wat wappert gij fier langs den vloed             | Vlaggelied                                   | Dr. J.P. Heije                      | W. Smits                 | 8                    | 6                   | 6                   | |
| O laat mij u vertellen                                                                       | Klokke Roeland                               | Th. Coopman                         | Edw. Blaes               | 100                  | 900olaatmiju        | 900olaatmiju        | Onderdeel: Vlaamsche liederen (Kun1911). |
| Onze duinen schaarden zich ten tegenweer                                                     | Onze duinen                                  | zz onze                             | Huber                    | 23                   | 900onzeduinens      | 900onzeduinens      | |
| Op de groote, stille heide, dwaalt de herder eenzaam rond                                    | De Herder                                    | P. Louwerse                         | J. Worp                  | 900opdegrootest      | 62                  | 62                  | Uit: G.C. Weeren, Liederkeur voor de school en het leven (aantekening in Kun1938 en Kun1972). |
| Op marsch, op marsch naar bosch en wei, naar strand en blonde duinen                         | Marschlied                                   | J.G. Nijk                           | H.J. den Hertog          | 900opmarsch          | 123                 | 123                 | Uit de Cantate "Volkszang-feest" (aantekening in Kun1938 en Kun1972). |
| Op meisjes, in den rondedans                                                                 | Dansliedje                                   | Marie Koenen                        | Jos. Reckers             | 900opmeisjes         | 48                  | 48                  | |
| Op nu makkers, laat ons dwalen                                                               | Naar buiten                                  | I. Bikkers                          | Stuntz                   | 48                   | 900opnumakkersl     | 900opnumakkersl     | |
| Oude jaar! o, laat ons rusten                                                                | Oude jaar                                    | Jacoba Mossel                       | Catharina van Rennes     | 60                   | 153                 | 153                 | Uit: Levenslust (aantekening in Kun1911, Kun1938 en Kun1972). |
| Recht-op van lijf, recht-op van ziel                                                         | Recht-op!                                    | Dr. J.P. Heije                      | J.J. Viotta              | 44                   | 44                  | 44                  | |
| Schettert, klaroenen, met krachtige stooten                                                  | Het lied van Volksweerbaarheid               | A.E. Dudok van Heel                 | Kor Kuiler               | 900schettertkl       | 135                 | 135                 | In: Allen weerbaar (aantekening in Kun1938 en Kun1972). |
| Sikkels klinken, Sikkels blinken, Ruischend valt het graan                                   | Oogstlied                                    | A.C.W. Staring                      | A. Lijsen                | 68                   | 66                  | 66                  | |
| Slaap maar mijn zusje                                                                        | Wiegelied                                    | zz slaap                            | Weber                    | 29                   | 900slaapmaar        | 900slaapmaar        | |
| Spinnewieltje snorre, snorre rira rira ras                                                   | Spinnewieltje                                | G.W. Lovendaal                      | Jos. Reckers             | 900spinnewieltje     | 65                  | 65                  | |
| Stijg, o Nacht, stille Nacht                                                                 | Aan den nacht                                | zz stijg                            | zz stijg                 | 77                   | 74                  | 74                  | Uit: Zangvogeltjes III (aantekening in Kun1911). |
| Stille nacht, heilige nacht                                                                  | Kerstlied I. Stille nacht                    | zz stille                           | Franz Gruber             | 900stillenachth      | 147                 | 147                 | Tekst: naar Joseph Mohr (aantekening in Kun1938 en Kun1972). |
| Stort tranen uyt, schreyt luyde! weent en treurt                                             | Stort tranen uyt, schreyt luyde!             | Valerius                            | zz stort                 | 900storttra          | 116                 | 116                 | Klaaglied op den dood van den Prins van Oranje, 1584. Uit: Valerius Gedenck-Clanck (aantekening in Kun1938 en Kun1972). |
| Te zwoegen en te streven met al de kracht eens mans                                          | Het lied van den boer                        | zz te                               | Joh. M.P. Broeder        | 90                   | 81                  | 81                  | |
| 't Trilt in de bomen, 't glanst op de blâren                                                 | Mei is 't thans!                             | W.G. Borrias                        | J.F Tierie Jr.           | 900triltindebo       | 32                  | 32                  | Uit: Loovertjes (aantekening in Kun1938 en Kun1972). |
| Uren, dagen, maanden, jaren vliegen als een schaduw heen                                     | Oudejaarsavondlied                           | Rhijnvis Feith                      | A. Albert                | 900urendagen         | 152                 | 152                 | |
| Vaarwel, vaarwel mijn dierbaar vaderland                                                     | Vaarwel                                      | A.L. de Rop                         | R. Hol                   | 81                   | 12                  | 12                  | Uit: De Jeugdige Zanger van R. Hol (aantekening in Kun1911). |
| Vaarwel, mijn dierbaar Vaderland                                                             | Lief Vaderland, vaarwel!                     | zz vaar                             | zz vaar                  | 11                   | 900vaarwelmijnd     | 900vaarwelmijnd     | |
| Van mannen in oorlog, van mannen in vreê                                                     | In Oorlog en Vreê                            | Dr. J.P. Heije                      | J.J. Viotta              | 18                   | 19                  | 19                  | |
| Van zoeme, zoeme, zom zom zom, een bijtjen in een blom                                       | Bij en Blom                                  | N. Doumen                           | Philip Loots             | 900vanzoeme          | 89                  | 89                  | Uit: Levensmorgen. Woorden uit: Omhoog van Jos. Reijnders (aantekening in Kun1938 en Kun1972). |
| Vanzelf, als de vogel zijn morgenlied fluit                                                  | Zingen                                       | F.W.N. Hugenholtz.                  | Catharina van Rennes     | 900vanzelfals        | 63                  | 63                  | Uit: Levenslust (aantekening in Kun1938 en Kun1972). |
| Veel voor anderen te wezen                                                                   | Beter te geven dan te ontvangen              | F.W.N. Hugenholtz.                  | J.L. van den Broeke      | 61                   | 64                  | 64                  | Uit: Lenteleven (aantekening in Kun1911, Kun1938 en Kun1972). |
| Viooltje zacht van kleuren! Gij siert mijn kleinen hof                                       | Viooltje zacht van kleuren                   | Dr. J.P. Heije                      | H.J. Stomp               | 900viooltjeza        | 79                  | 79                  | Uit: Kleurige klanken (aantekening in Kun1938 en Kun1972). |
| Vogeltje, wat zingt gij vroeg! Wat zingt gij vroeg!                                          | Vroeg op                                     | W. Reinkingh                        | J. Worp                  | 900vogeltjewatz      | 102                 | 102                 | Uit: J. Worp, Eerste Zangboekje (aantekening in Kun1938 en Kun1972). |
| Voor Neêrland een lied op een krachtigen toon                                                | Voor Nederland                               | H.J. Woelders                       | Joh.M. Coenen            | 64                   | 125                 | 125                 | |
| Voor Sinterklaas den kindervriend een feestlied aangeheven                                   | Sinterklaas-Feest                            | Ant.L. de Rop                       | Bernard Zweers           | 900voorsint          | 145                 | 145                 | Kinderkoor uit St.-Nicolaasfeest (aantekening in Kun1938 en Kun1972). |
| Waer dat men sich al keerd of wend                                                           | Waer dat men sich al keerd of wend           | Valerius                            | zz waer                  | 63                   | 121                 | 121                 | Uit: Valerius Gedenck-Clanck (aantekening in Kun1911 en Kun1938 en Kun1972). 1616. Loflied op den Hollander en den Zeeuw (aantekening in Kun1938 en Kun1972). |
| Waar de blanke top der duinen schittert in den zonnegloed                                    | Mijn Nederland                               | P. Louwerse                         | Richard Hol              | 13                   | 13                  | 13                  | |
| Waar de Maas en Schelde vloeien                                                              | Ons Vaderland                                | Tp. Sevens                          | J. Blockx                | 98                   | 900waarmaas         | 900waarmaas         | Onderdeel: Vlaamsche liederen (Kun1911). |
| Waar der beuken breede kronen ons heur koele schaduw biên                                    | Ons Gelderland                               | C.J.C. Geerlings                    | C.J.C. Geerlings         | 900waarderb          | 99                  | 99                  | |
| Waar het wuivend loof der palmen van de kust den zeeman groet                                | Mijn Zonneland                               | zz waarh                            | Richard Hol              | 900waarhetwui        | 133                 | 133                 | Wijze: Mijn Nederland, Waar de blanke top der duinen (aantekening in Kun1938 en Kun1972). |
| Waar in 't bronsgroen eikenhout, 't nachtegaaltje zingt                                      | Limburg, mijn Vaderland                      | G. Krekelberg                       | Henri Tijssen            | 900waarintbr         | 98                  | 98                  | |
| Waar turners bij elkaar zijn                                                                 | Onder turners                                | zz waart                            | zz waart                 | 67                   | 900waarturn         | 900waarturn         | Wijze als nr 66 (aantekening in Kun1911). |
| Wakk're jongens, Hollands trots!                                                             | De Reddíngsboot                              | Dr. J.P. Heije                      | W.H. de Groot Wz.        | 24                   | 25                  | 25                  | |
| Wat schenkt het harte steeds stof tot vreugd                                                 | De Geboorteplaats                            | zz wat                              | F. Abt                   | 58                   | 900watschenkth      | 900watschenkth      | |
| Wat zong het vroolijk vogelkijn dat in den boomgaard zat?                                    | Wildzang                                     | J. v.d. Vondel                      | J. Duin                  | 41                   | 126                 | 126                 | |
| Weer zwelt de knop, weer groent het kruid, o, laat m' er uit, o, laat m' er uit              | Lente                                        | J.N. van Hall                       | Hendrika van Tussenbroek | 900weerzwelt         | 107                 | 107                 | Uit: Meidoorn (aantekening in Kun1938 en Kun1972). |
| Wees begroet met jubeltonen                                                                  | Kroningslied                                 | F.J. Haverkamp                      | J.A. Scholte             | 6                    | 4                   | 4                   | Uit: Liederen voor het Kroningsfeest (aantekening in Kun1911, Kun1938 en Kun1972). Datering: 1898 (aantekening in Kun1972). |
| Wie gaat mee, gaat mee over zee? Houd het roer recht!                                        | Een liedje van de zee                        | Dr. A.D. Loman                      | zz wie                   | 19                   | 20                  | 20                  | Melodie uit: Valerius Gedenck-Clanck. Nieuwe tekst van: Dr. A.D. Loman (aantekening in Kun1972). |
| Wie met ons wil naar buiten gaan                                                             | Des Zomers                                   | J.A. Böhringer                      | Catharina van Rennes     | 50                   | 59                  | 59                  | Uit: Levenslust (aantekening in Kun1911, Kun1938 en Kun1972). |
| Wie rusten wil in 't groene woud                                                             | Een middagslaapje                            | Dr. J.P. Heije                      | J. Worp                  | 900wierustenwil      | 93                  | 93                  | Uit: J.P. Heije, Keur uit de Nederlandsche Liederen (aantekening in Kun1938 en Kun1972). |
| Wien Neêrlands bloed door d'ad'ren vloeit                                                    | Marschlied (Bij den Tiendaagschen Veldtocht) | zz wien                             | zz wien                  | 2                    | 900wienne           | 900wienne           | Wijze als nr 1 (aantekening in Kun1911). |
| Wien Neêrlands bloed door d'ad'ren vloeit                                                    | Neêrlands Volkslied                          | H. Tollens Cz.                      | J.W. Wilms               | 1                    | 2                   | 2                   | Bewerkt door J.W. v. Dalfsen (aantekening in Kun1911). Gezongen als marslied tijdens de Tiendaagse Veldtocht (aantekening in Kun1938 en Kun 1972). Tekstvariatie 2e regel: "Wien 't hart klopt fier en vrij" (Kun1911) en "Van vreemde smetten vrij" (Kun1938 en Kun1972). |
| Wij dartelen tusschen bloemen, die schitteren goud en rood                                   | Buiten                                       | J. Dijkstra                         | H.J. Stomp               | 900wijdartel         | 129                 | 129                 | |
| Wij Hollandsche knapen zoo jong en zoo blij, in vrijheid vereenigd te zaam                   | Het Padvinderslied                           | Selly de Jong                       | Arnold de Vita           | 900wijhollandsche    | 137                 | 137                 | |
| Wij leven vrij, wij leven blij, op Neêrlands dierb'ren grond                                 | Wij leven vrij                               | M.J. Brand van Cabauw               | J.W. Wilms               | 9                    | 11                  | 11                  | |
| Wij scheiden van uw lieflijk groen                                                           | Vaarwel aan het woud                         | zz wijsch                           | zz wijsch                | 76                   | 900wijschei         | 900wijschei         | Uit: Zangvogeltjes III (aantekening in Kun1911). |
| Wij willen Holland houen ons Holland fier maar klein                                         | Wij willen Holland houen                     | Mr. H.W. van der Meij               | Arnold Spoel             | 12                   | 8                   | 8                   | |
| Wijd open de vensters! Er uit met de vlag                                                    | Koninginnelied                               | J.P.J.H. Clinge Doorenbos           | Sam. Schuijer            | 900wijdopen          | 3                   | 3                   | |
| Wilhelmus van Nassouwe                                                                       | Wilhelmus                                    | Filips van Marnix van St. Aldegonde | zz wilhelmus             | 3                    | 1                   | 1                   | Auteur onzeker. Uit: Valerius Gedenck-Clanck (aantekening Kun1972). |
| Wilhelmus van Nassouwe en 't lieve vaderland                                                 | Wilhelmuslied                                | zz wilh                             | zz wilhelmusen           | 4                    | 900wilhel           | 900wilhel           | |
| Wilt heden nu treden voor God den Heere                                                      | Wilt heden nu treden                         | Valerius                            | zz wilt                  | 57                   | 119                 | 119                 | 1597. Uit: Valerius Gedenck-Clanck (aantekening Kun1911, Kun1938 en Kun1972). |
| 't Windje waait alweer uit den Oosten!                                                       | Matrozenlied                                 | zz wind                             | zz wind                  | 20                   | 900windjewaaital    | 900windjewaaital    | Wijs: Duitsche Volkswijze (aantekening in Kun1911). |
| 't Wordt duister, mijn Roosje!                                                               | Wiegelied                                    | zz wordtd                           | zz wordtd                | 28                   | 900wordtduister     | 900wordtduister     | Naar W.P. de Chavonnes Vrugt en W. Buijs (aantekening in Kun1911). |
| Wordt wakker, 't zonnetje is al op                                                           | 's Morgens vroeg                             | zz wordtw                           | Hendrika v. Tussenbroek  | 78                   | 900wordtwakker      | 900wordtwakker      | Uit: Sneeuwklokjes van Hendrika van Tussenbroek (aantekening in Kun1911). |
| Zie de leliën op het veld, zie, hoe schoon zij bloeien                                       | De leliën                                    | zz zie                              | F. Silcher               | 42                   | 43                  | 900ziedelel         | Vertaald door I. Bikkers (aantekening in Kun1938). |
| Zie, de maan schijnt door de boomen                                                          | St. Nicolaas                                 | Dr. J.P. Heije                      | J.J. Viotta              | 59                   | 144                 | 144                 | |
| Zie hoe het vriend'lijke zonlicht                                                            | Zonnelied                                    | Anna Fles                           | Cath. v. Rennes          | 35                   | 900ziehoehetv       | 900ziehoehetv       | |
| Zij zullen hem niet temmen                                                                   | De Vlaamsche Leeuw                           | H. van Peene                        | K. Miry                  | 97                   | 900zijzullenhemn    | 900zijzullenhemn    | Onderdeel: Vlaamsche liederen (Kun1911). |
| Zonneschijntje, morgenlicht! Als gij tintelt op de ramen                                     | Morgenlied                                   | Dr. J.P. Heije                      | J.J. Viotta              | 93                   | 76                  | 76                  | |
| 't Zonnetje gaat van ons scheiden                                                            | Het avondklokje                              | zz zon                              | zz zon                   | 36                   | 40                  | 40                  | |
| 't Zonnetje schijnt zoo heerlijk schoon                                                      | 't Zonnetje schijnt zoo heerlijk schoon      | W.H. de Groot Wzn.                  | W.H. de Groot Wzn.       | 900zonnetjeschijntz  | 39                  | 39                  | Canon. Uit: Zangoefeningen door W.H. de Groot (aantekening in Kun1938 en Kun1972). |